# Josefa Ortiz de Domínguez
María de la Concepción Josefa Ortiz Magón (Irapuato, 8 settembre 1774 – Città del Messico, 2 marzo 1829) è stata una rivoluzionaria messicana.

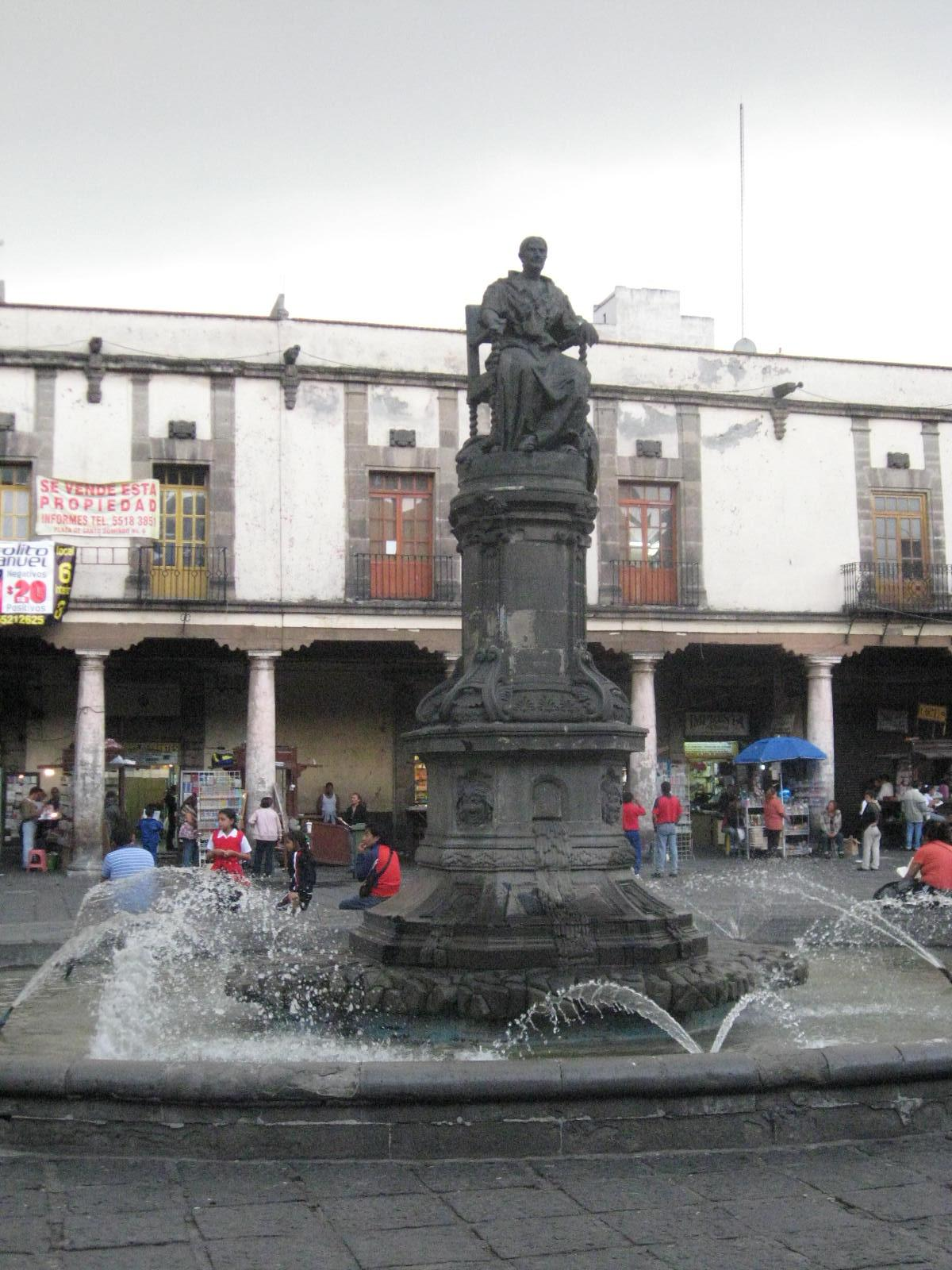
Statua di Josefa Ortiz de Domínguez, nella Plaza de Santo Domingo (Città del Messico).

Nelle biografie e negli scritti è meglio conosciuta come La Corregidora a causa del suo matrimonio con il "Corregidor" di Querétaro, Miguel Domínguez. Fu una delle partecipanti alla Cospirazione di Querétaro e svolse una parte di primissimo piano nell'inizio della lotta per l'indipendenza del Messico guidata dal "cura" Miguel Hidalgo e partita dal villaggio di Dolores.
Doña Josefa si identificava negli abusi che soffrivano le comunità creole da parte dei gachupines, (nome con cui si chiamavano gli spagnoli nati in Spagna); i creoli erano considerati cittadini di seconda categoria dal regime coloniale per il solo fatto di essere nati in Nuova Spagna e non nella madrepatria, e pertanto relegati a posti di secondo livello nella pubblica amministrazione del vicereame. Con il passare degli anni il malcontento crebbe e i creoli iniziarono a raccogliersi in circoli letterari dove si iniziarono a diffondere le idee dell'Illuminismo, (proibite dalla chiesa cattolica). Doña Josefa si integrò in uno di questi circoli e nel tempo convinse anche suo marito a parteciparvi.
Dopo una lunga pianificazione i ribelli avevano stabilito di sollevarsi in armi il primo di ottobre del 1810, ma il 13 settembre furono scoperti da una spia infiltrata che aveva informato le autorità del viceregno. Il corregidor Miguel Domínguez fu obbligato a perquisire le case della città con il proposito di catturare i capi rivoluzionari.
Josefa Ortiz de Domínguez riuscì comunque ad avvertire Miguel Hidago, sbattendo le sue scarpe contro il pavimento, il sindaco Ignacio Pérez ascoltato il richiamo avvertì il "cura" Hidalgo che la cospirazione era stata scoperta. Fu allora che Miguel Hidalgo, parroco di Dolores convocò gli abitanti del paese per sollevarsi in armi la mattina del 16 settembre 1810 dando così inizio alla Guerra d'indipendenza del Messico.
Doña Josefa morì a 61 anni il 2 marzo 1829 a Città del Messico, vittima della pleurite.